# 周帥
周帥（1988年5月26日—），中国配音演员，音熊联萌及V18组合成员之一。曾为《安娜貝爾：造孽》《寶石寵物 Twinkle☆》《黑神》《斗罗大陆 (电视剧)》等多部动画献声，也参与《冰雪奇缘》《巴黎魅影》